# 스페인의 카테리나 미켈라
스페인의 카테리나 미켈라(이탈리아어: Caterina Michela d'Asburgo, 스페인어: Catalina Micaela de Austria, 1567년 10월 10일 ~ 1597년 11월 6일)는 사보이아 공작 카를로 에마누엘레 1세의 아내이다.
스페인 국왕 펠리페 2세와 그의 세 번째 아내 엘리자베트 드 발루아의 둘째딸로 태어났다. 그녀는 카를 5세의 손녀이자 앙리 2세의 외손녀였다. 형제로는 같은 어머니에게서 태어난 이사벨 외에 이복오빠 돈 카를로스, 이복남동생 펠리페 3세 등이 있다. 카테리나 미카엘라는 1585년 사보이아 공자 카를로 에마누엘레와 결혼해서 10명의 자녀를 두었다.